# 1634 aux échecs
| Années des échecs : 1631 - 1632 - 1633 - 1634 - 1635 - 1636 - 1637    |
| Décennies des échecs : 1600 - 1610 - 1620 - 1630 - 1640 - 1650 - 1660 |

Cet article présente les faits marquants de l'année 1634 aux échecs.

## Événements majeurs
- Création d’une académie d’échecs à Naples[1], par Alessandro Salvio.

## Nécrologie
- date inconnue : Gioachino Greco